# Transports à Saint-Louis (Haut-Rhin)
Pour les articles homonymes, voir Saint-Louis.
Pour un article plus général, voir Saint-Louis (Haut-Rhin).
 (décembre 2018).

## Transports routiers

### La Borne 9
Dans les années 1980, avec l'arrivée de l'autoroute A35 en 1989, un grand centre de dédouanement voit le jour, la Borne 9. La plateforme TIR, son nom usuel, est un espace de 17 hectares. On y trouve un parking pour les poids-lourds d'environ 300 places et des bureaux de douane. Cette aire est caractérisée par 3 grands poteaux noirs. De 1989 à 2007, après l'A35, les automobilistes arrivaient directement à Bâle. Depuis le 8 mai 2007, la Tangente Nord de Bâle, d'environ 4 km, a été inauguré. Il s'agit de l'autoroute la plus chère au monde (1 mètre de route = 800 000 €) en raison de la création d'un pont pour enjamber le Rhin. Mais ce pont se situe en dessous d'un autre pont appartenant à la ville de Bâle et très célèbre.
En 2007, un péage est instauré pour les poids-lourds en Allemagne, le LKW-Maut. Pour éviter de payer cette taxe de passage sur la Bundesautobahn 5, les poids-lourds préfèrent aller sur l'A35 (étant donné que les 2 autoroutes sont parallèles entre elles sur plus de 50 kilomètres). En 2008, on assiste à des bouchons énormes de presque 10 kilomètres en raison de la grande affluence de camions. Pour lutter contre ce problème, Jean Ueberschlag a pris la décision (en attendant la taxe Bur qui fera aussi un péage pour les poids-lourds mais en France) de vouloir mettre l'A35 en 2X3 voies, de finir complètement la  37 (Saint-Louis) et enfin de créer un pré-parking avant la plateforme TIR.

### Routes nationales

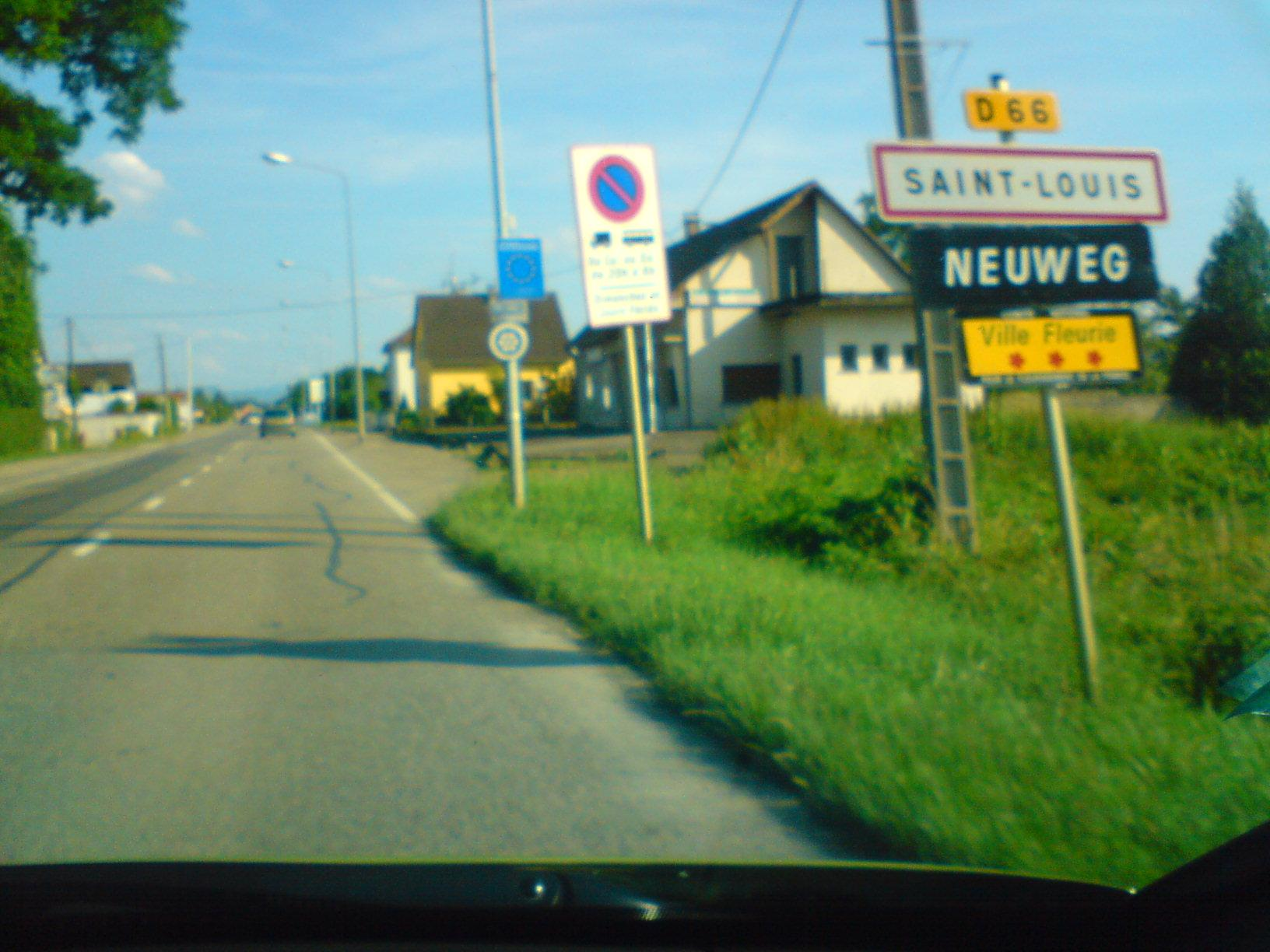
Panneau à l'entrée de la ville de Saint-Louis.

Plusieurs routes départementales passent à Saint-Louis comme la D 66. En cours.

## Transports ferroviaires

### Gare de Saint-Louis

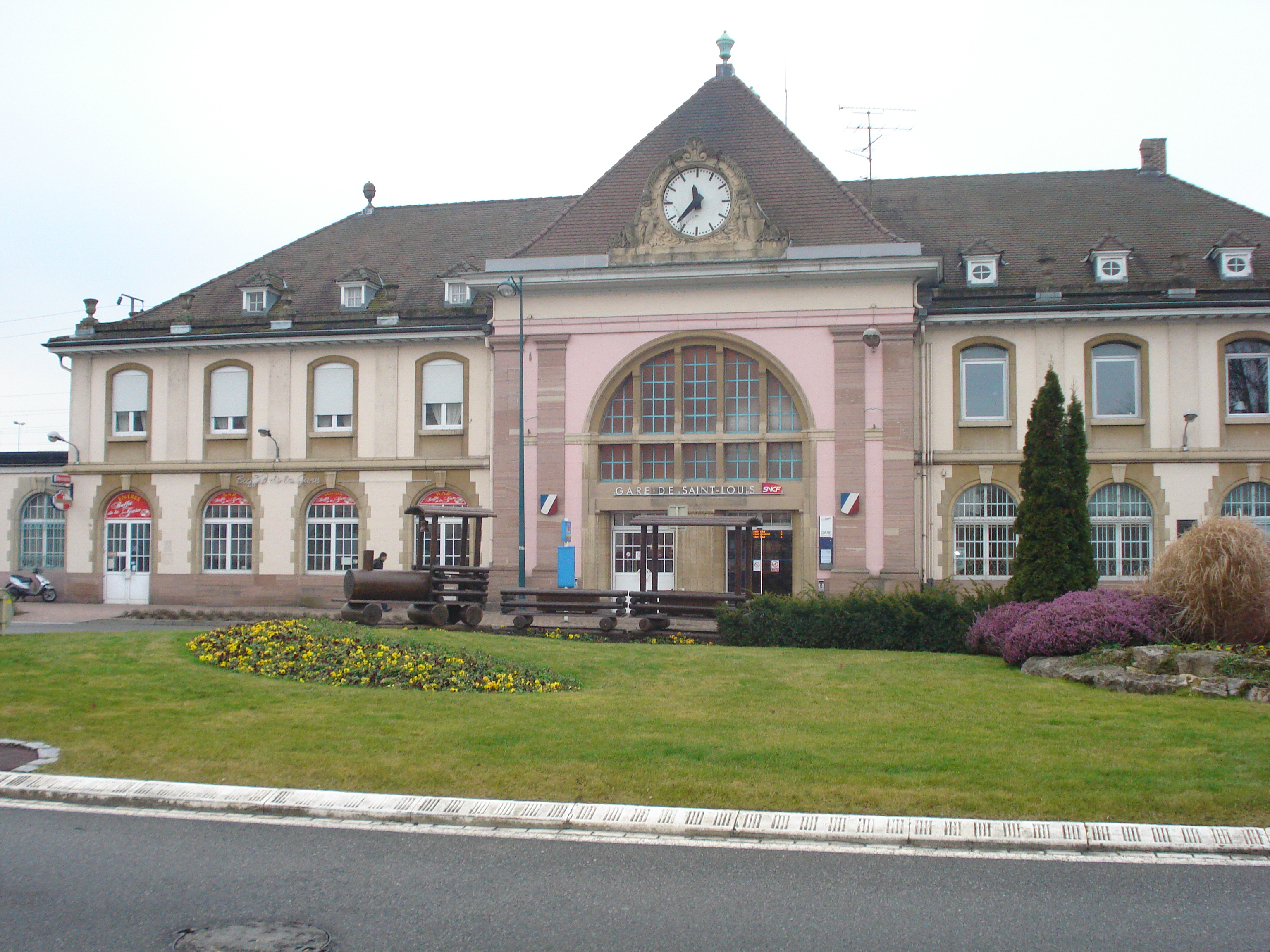
Gare de Saint-Louis.

La Gare (actuel) de Saint-Louis a été créée en 1910. Actuel puisqu'une ancienne gare, hors-service désormais, a été créée en 1840, lors de la création de la ligne ferroviaire Strasbourg-Bâle.

## Transports aériens

### L'EuroAirport

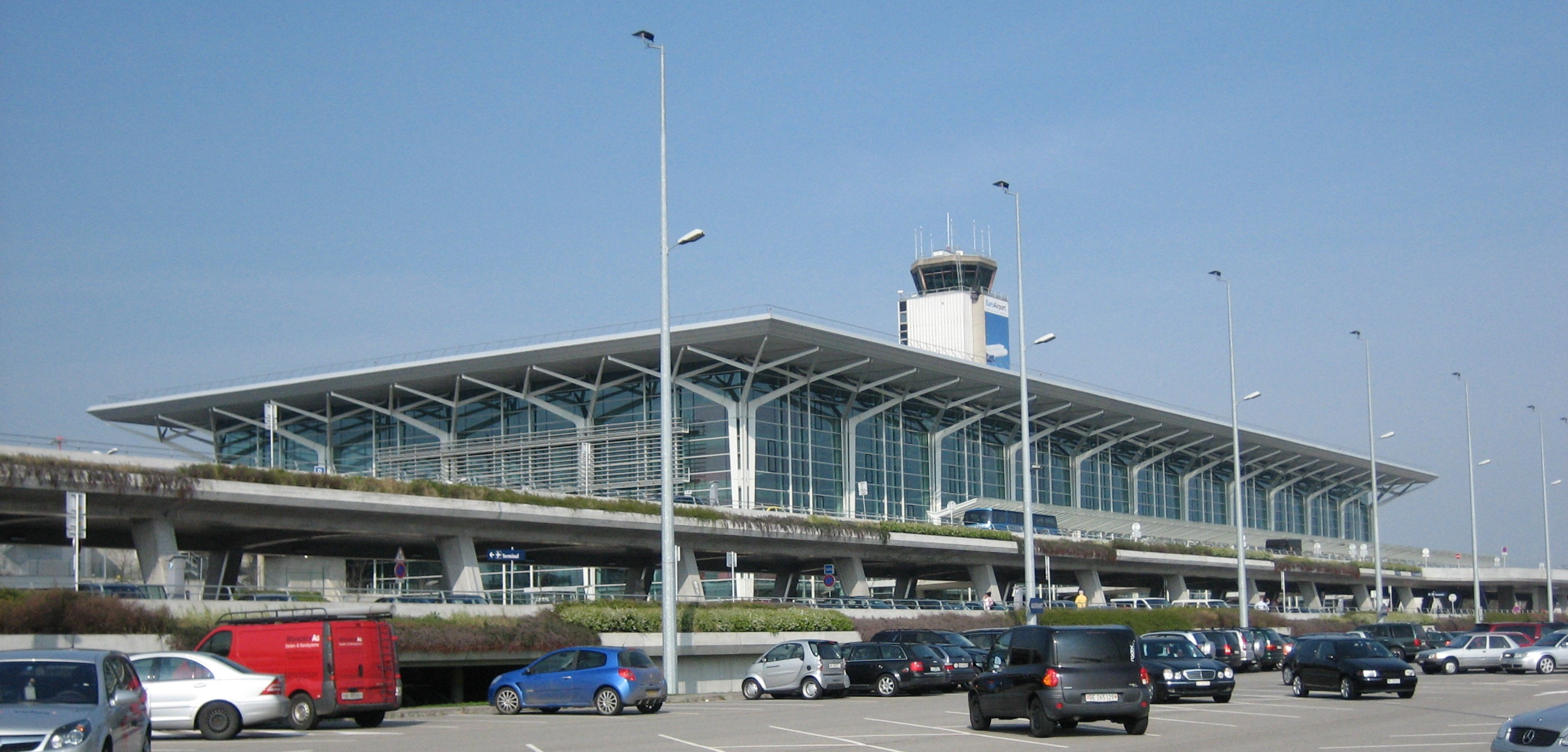
Aéroport international de Mulhouse-Bâle-Fribourg.

L'aéroport de Bâle-Mulhouse, situé à moins de trois kilomètres à vol d'oiseau de la ville, est le 5e de France par le nombre de passagers et 2e pour le fret. Son trafic s'est stabilisé depuis 2007, oscillant autour de 4,2 millions de passagers annuels. Toutefois, l'arrivée du TGV-Est a provoqué une baisse de 17,0 % pour la liaison Paris - Bâle, en raison de l'abandon par EasyJet de la ligne, le nombre de passagers s'établissant à 584 000 sur l'année 2007. Plus de cent destinations sont desservies, essentiellement en Europe.
Depuis le 27 juin 2001, une navette (Ligne 50 de la BVB) relie le côté suisse de l'aéroport à la Gare de Bâle CFF. Le 14 janvier 2008, Saint-Louis a fait de même en reliant le côté français à la Gare de Saint-Louis avec la Ligne 11 de Distribus. Avec l'arrivée de la LGV Rhin-Rhône en 2011, et l'éventuelle création d'une gare dans l'aéroport même, l'aéroport augmente sans cesse son nombre de passagers.
Pour certains vols longs courriers, un service d'avions réguliers effectue la liaison avec l'Aéroport de Zurich qui est l'un des principaux hubs européens. La compagnie aérienne à bas prix EasyJet assure 51 % du trafic régulier, soit 44 % du trafic total à elle seule en 2006.

## Transports en commun

### Le tramway deBâle
C'est en 1885 qu'apparaît la première idée de relier Saint-Louis à Bâle par un tramway. Mais c'est en 1897 que le conseil municipal de Saint-Louis demande au grand conseil de Bâle ce raccordement. L'année suivante, le conseil examine et demande un tramway électrique jusqu'à la brasserie mais faute d'accord, il s'arrêtera à l'église. La ville doit payer les frais de construction estimés à 115 588 marks. 6 % des recettes seront reversés à Saint-Louis.
Le 1er mars 1900, le tramway arrive enfin à Saint-Louis. La joie est grande dans les yeux des Ludoviciens. La première tranche du tram ira jusqu'en face du bureau des douanes. Cette section coûte 44.063 marks. Puis, le 19 juillet de la même année est ouverte la ligne électrifiée no 5, Bâle - Marktplatz - Saint-Jean - Saint-Louis. Le premier tramway arrive à la frontière à 10 heures avec les salutations de la municipalité de Saint-Louis, de l'administration des Chemins de fer et d'une grande foule. Toutes les maisons sont décorées. Le Rösslitram fonctionne encore deux ans. La dernière voiture s'est transformée comme gloriette dans un jardin de Riehen en Suisse.
En 1910, cette ligne est prolongée jusqu'à l'église Saint-Louis. 54 000 marks de plus ont été nécessaires pour surélever la ligne de chemin de fer Saint-Louis - Huningue. L'inauguration aura lieu le 28 avril 1911. Le conseil municipal demande qu'il soit offert aux enfants des écoles ainsi que leurs maîtres un tour gratuit de la porte Saint-Jean au terminus ludovicien. C'est chose faite le lendemain. Avant la Première Guerre mondiale, le projet d'une ligne circulaire desservant Bourgfelden, Hégenheim et Hésingue était à l'ordre du jour. Puis en 1913, lors de l'inauguration de la deuxième gare, l'idée de relier le tram avec le train est en tête.
Quelque temps avant le 31 juillet 1914, date de la déclaration de guerre, le tramway arrête de circuler. Il suffit que la guerre éclate et qu'un accord entre l'Allemagne et la Suisse soit signé pour qu'une voiture-navette puisse remplacer le tram à Saint-Louis. C'est en 1923 que ce dernier fait son retour. Mais pendant la Seconde Guerre mondiale, le tramway de la Basler Verkehrs Betriebe est à nouveau interrompu. Les autorités allemandes ont fermé la frontière. Le tramway fait son troisième retour à Saint-Louis le 14 juillet 1947, jour de la fête nationale française. C'est un personnel français qui est utilisé sur la section française.
La municipalité du maire Kroepflé refuse de participer financièrement à l'éventuel déficit de l'exploitation des tramways bâlois à la fin de l'année 1956. Le contrat expire le 31 décembre 1957. Dès le 1er janvier 1958, le tram est remplacé par un service d'autobus de la ville de Saint-Louis. La municipalité décide aussi de créer un hangar pour abriter ce nouveau service. En 1962, la ville enlève les anciens rails. En automne 1963, la ville cède l'exploitation des lignes municipales à Misslin-Métro Cars pour une durée de 10 ans renouvelable. Depuis août 1986, une ligne de bus, la 604, prend le même trajet que le tramway et même plus. La ligne commence dès Saint-Louis la Chaussée et va jusqu'au Schifflände (au centre de Bâle).
Depuis le 8 septembre 1994, un réseau de cinq lignes de transports urbains du nom de Distribus est mis en place par le district des Trois-Frontières (devenu communauté de communes puis communauté d'agglomération par la suite). Métro Cars en est toujours le concessionnaire. La ligne 604 garde ce nom à Bâle mais s'appelle ligne 4 à Saint-Louis.

### Distribus

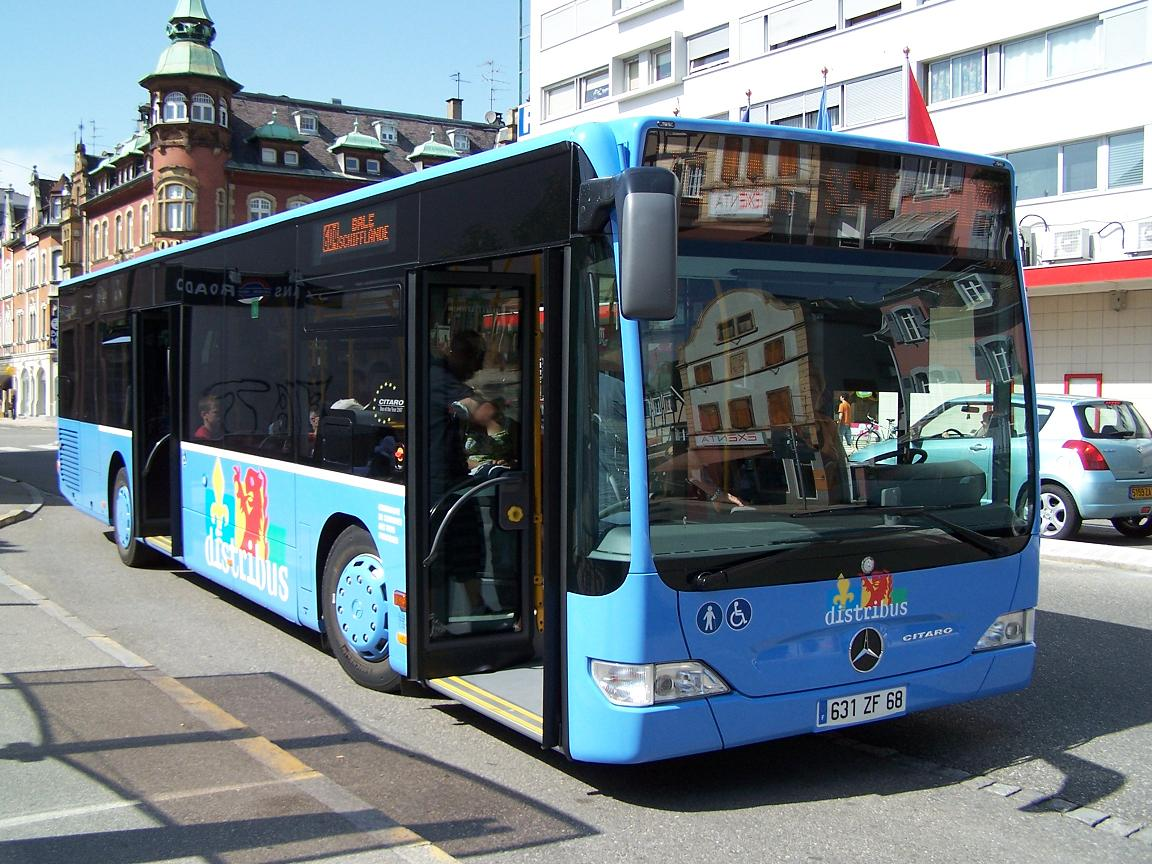
Un bus Distribus au centre-ville.

Le réseau de transport en commun urbain de la Communauté d'agglomération des Trois Frontières est géré par Distribus. Il est constitué d'un réseau de sept lignes principales (autobus urbains) et de quatre lignes d'extension (minibus). Le carrefour central est l'important centre de correspondance des différentes lignes du réseau, à partir de ce point l'ensemble des communes de la communauté est accessible. On trouve également des liaisons grandes lignes assurées par les bus Metro-Cars, un transporteur routier basé au cœur de la ville. Ce dernier propose plusieurs lignes régulières entre Saint-Louis et ses environs.

## Pistes cyclables
Saint-Louis possède 7,212 kilomètres de pistes cyclables en 2008. On peut citer le rond-point du lycée Jean Mermoz, la rue du Dr. Hurst, l'avenue du Général de Gaulle, l'avenue de Bâle ou encore l'avenue de la Marne. Mais au début de l'été 2008, Jean Ueberschlag a décidé de « mettre le pied sur l'accélérateur pour booster le vélo à Saint-Louis ». Il veut donc augmenter le nombre de pistes, les grandir et desservir les grands accès de la ville. Il prévoit par exemple de refaire le parc à vélos de la gare.
Saint-Louis est aussi une ville du trajet de la plus longue piste cyclable du monde, l'EuroVelo 6 (partant de Saint-Nazaire pour finir à Constanţa en Roumanie). Il s'agit de la piste cyclable du Canal de Huningue.